# Archibald Warden
Archibald Adam Warden (Reino Unido, 11 de maio de 1869 - 7 de outubro de 1943) foi um tenista britânico. Medalhista olímpico de bronze em  duplas mistas, em 1900, ao lado de Hedwiga Rosenbaumová, da Boêmia.